# Regional Preferente de La Rioja 2014-15
La temporada 2014-15 de Regional Preferente de La Rioja de fútbol comenzó el 1 de noviembre de 2014 y acabó el 17 de mayo de 2015. Durante esta campaña era el quinto y último nivel de las Ligas de fútbol de España para los clubes de La Rioja, por debajo de la Tercera División de España.

## Sistema de competición
Un único grupo con los 14 equipos se enfrentarían a doble vuelta, una vez en casa y otra en el campo del equipo rival, todos contra todos.
Los equipos que se clasificaran en los tres primeros puestos ascenderían directamente a Tercera División, exceptuando filiales que ya dispongan de un equipo en la categoría inmediatamente superior. Si hubiera alguna vacante más en el grupo XVI de Tercera División ascenderían los siguientes clasificados.

## Clasificación[1]
| Pos. | Equipo                | Pts. | PJ | G  | E  | P  | GF | GC | Dif. |                           |
| ---- | --------------------- | ---- | -- | -- | -- | -- | -- | -- | ---- | ------------------------- |
| 1    | C. D. Pradejón (A, C) | 59   | 26 | 18 | 5  | 3  | 63 | 16 | +47  | Ascenso directo a Tercera |
| 2    | C. D. San Marcial (A) | 56   | 26 | 17 | 5  | 4  | 68 | 27 | +41  | Ascenso directo a Tercera |
| 3    | C. C. D. Alberite (A) | 52   | 26 | 16 | 4  | 6  | 72 | 28 | +44  | Ascenso directo a Tercera |
| 4    | S. D. Oyonesa "B"     | 51   | 26 | 14 | 9  | 3  | 44 | 31 | +13  |                           |
| 5    | C. F. Rápid           | 49   | 26 | 14 | 7  | 5  | 51 | 33 | +18  |                           |
| 6    | C. D. Berceo          | 49   | 26 | 13 | 10 | 3  | 61 | 31 | +30  |                           |
| 7    | C. D. Autol           | 42   | 26 | 12 | 6  | 8  | 41 | 34 | +7   |                           |
| 8    | C. At. Vianés "B"     | 32   | 26 | 8  | 8  | 10 | 39 | 34 | +5   |                           |
| 9    | Haro Sport Club       | 28   | 26 | 8  | 4  | 14 | 29 | 54 | −25  |                           |
| 10   | Náxara C. D. "B"      | 22   | 26 | 6  | 4  | 16 | 32 | 49 | −17  |                           |
| 11   | C. D. Aldeano         | 20   | 26 | 4  | 8  | 14 | 35 | 75 | −40  |                           |
| 12   | C. D. Cenicero        | 19   | 26 | 4  | 7  | 15 | 31 | 50 | −19  |                           |
| 13   | C. D. Bañuelos        | 14   | 26 | 3  | 5  | 18 | 19 | 65 | −46  |                           |
| 14   | C. D. San Lorenzo     | 11   | 26 | 3  | 2  | 21 | 22 | 80 | −58  |                           |

 Fuente: Federación Riojana de Fútbol

### Tabla de resultados cruzados
| Local \ Visitante      | PRA | SMA | ALB | OYO | RAP | BER | AUT | AVI | HAR | NAX | ALD  | CEN | BAN | SAN |
| ---------------------- | --- | --- | --- | --- | --- | --- | --- | --- | --- | --- | ---- | --- | --- | --- |
| C. D. Pradejón         | —   | 1–0 | 1–0 | 2–1 | 3–1 | 1–1 | 1–1 | 2–0 | 6–1 | 2–0 | 10–0 | 0–0 | 1–0 | 6–0 |
| C. D. San Marcial      | 0–1 | —   | 2–0 | 4–0 | 3–0 | 3–2 | 3–1 | 3–1 | 5–1 | 2–0 | 8–1  | 4–2 | 5–0 | 2–0 |
| C. D. Alberite         | 1–2 | 3–2 | —   | 0–1 | 4–0 | 1–1 | 1–2 | 2–1 | 2–0 | 2–0 | 6–0  | 3–2 | 7–0 | 5–0 |
| S. D. Oyonesa "B"      | 2–1 | 1–1 | 1–1 | —   | 0–0 | 2–3 | 2–1 | 0–0 | 1–1 | 4–2 | 2–0  | 2–1 | 1–0 | 3–0 |
| C. F. Rápid            | 2–1 | 4–4 | 3–1 | 1–1 | —   | 2–0 | 3–0 | 1–0 | 4–2 | 5–2 | 3–1  | 1–2 | 4–1 | 2–0 |
| C. D. Berceo           | 3–2 | 0–0 | 2–3 | 2–2 | 1–1 | —   | 1–1 | 3–1 | 3–0 | 0–0 | 6–0  | 3–2 | 2–0 | 5–1 |
| C. D. Autol            | 2–2 | 1–2 | 1–2 | 1–2 | 1–1 | 2–3 | —   | 3–0 | 4–2 | 0–0 | 1–1  | 2–1 | 3–2 | 2–1 |
| C. Atlético Vianés "B" | 0–0 | 2–2 | 2–2 | 1–2 | 1–2 | 1–1 | 0–1 | —   | 2–1 | 1–0 | 2–1  | 2–2 | 5–0 | 4–0 |
| Haro S. C.             | 1–2 | 1–1 | 1–7 | 1–2 | 0–2 | 1–2 | 0–1 | 1–1 | —   | 3–1 | 2–1  | 1–0 | 3–2 | 2–1 |
| Náxara C. D. "B"       | 0–1 | 1–3 | 1–3 | 2–3 | 2–1 | 0–3 | 2–1 | 0–3 | 0–1 | —   | 1–2  | 2–0 | 1–2 | 4–0 |
| C. D. Aldeano          | 0–2 | 1–4 | 2–2 | 2–2 | 2–6 | 1–1 | 0–3 | 2–1 | 4–1 | 2–2 | —    | 1–1 | 3–3 | 0–1 |
| C. D. Cenicero         | 0–3 | 2–0 | 0–3 | 3–3 | 1–1 | 2–5 | 0–1 | 1–1 | 0–1 | 1–2 | 2–1  | —   | 1–0 | 2–4 |
| C. D. Bañuelos         | 0–5 | 1–4 | 0–7 | 0–1 | 0–0 | 1–1 | 1–2 | 0–2 | 0–1 | 2–2 | 1–1  | 2–1 | —   | 1–0 |
| C. D. San Lorenzo      | 0–5 | 0–1 | 1–4 | 1–3 | 0–1 | 1–7 | 1–3 | 2–5 | 0–0 | 2–5 | 2–6  | 2–2 | 2–0 | —   |

## Datos y estadísticas

### Récords
| Récords de equipos       | Récords de equipos | Récords de equipos                  | Récords de equipos | Récords de equipos           | Récords de equipos | Récords de equipos           | Récords de equipos | Récords de equipos |
| Grupo                    | Fecha              | Equipo/s                            | Local              |                              | Resultado          |                              | Visitante          | Rep.               |
| ------------------------ | ------------------ | ----------------------------------- | ------------------ | ---------------------------- | ------------------ | ---------------------------- | ------------------ | ------------------ |
| Más goles en un partido  | 25-01-2015         | C. D. Pradejón y C. D. Aldeano (10) | C. D. Pradejón     | Bandera de La Rioja (España) | 10 – 0             | Bandera de La Rioja (España) | C. D. Aldeano      | Jornada 11         |
| Mayor victoria local     | 25-01-2015         | C. D. Pradejón (+10)                | C. D. Pradejón     | Bandera de La Rioja (España) | 10 – 0             | Bandera de La Rioja (España) | C. D. Aldeano      | Jornada 11         |
| Mayor victoria visitante | 20-12-2014         | C. D. Alberite (+7)                 | C. D. Bañuelos     | Bandera de La Rioja (España) | 0 – 7              | Bandera de La Rioja (España) | C. D. Alberite     | Jornada 8          |

Fuente: Fútbol Regional.